# Rette parallele e perpendicolari nel piano cartesiano

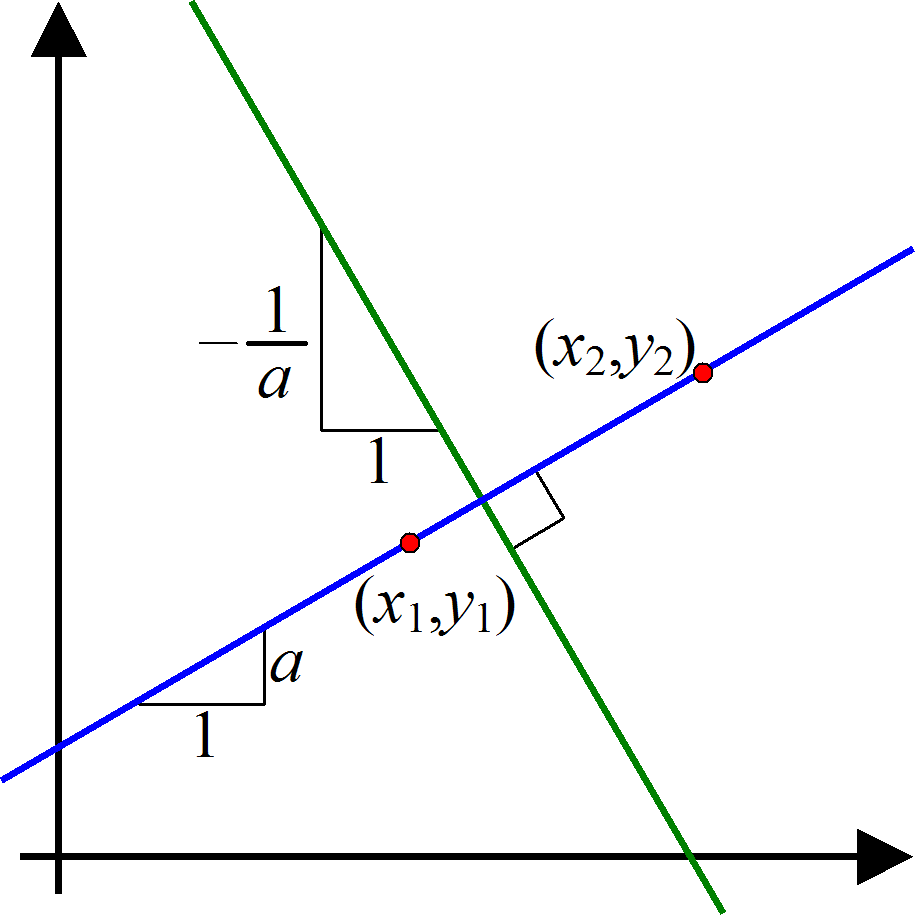
Rette perpendicolari nel piano cartesiano.

In geometria analitica è possibile studiare, e se necessario imporre, le condizioni di parallelismo e perpendicolarità fra rette nel piano cartesiano. Tali condizioni variano a seconda che le rette siano scritte in forma cartesiana (implicita o esplicita) o in forma parametrica.

## In forma cartesiana semplice
Consideriamo due rette nel piano, descritte in forma implicita:
{\displaystyle ax+by+c=0}
{\displaystyle a'x+b'y+c'=0}
Queste due rette sono:
- parallele {\displaystyle \iff } {\displaystyle ab'=ba'};
- perpendicolari {\displaystyle \iff } {\displaystyle aa'=-bb'}.

Scritte in forma esplicita rispetto alla stessa variabile:
{\displaystyle y=mx+n}
{\displaystyle y=m'x+n'}
sono:
- parallele {\displaystyle \iff } {\displaystyle m=m'};
- perpendicolari {\displaystyle \iff } {\displaystyle mm'=-1}.

## In forma parametrica
Consideriamo due rette nel piano, descritte in forma parametrica:
{\displaystyle r:\left\{{\begin{matrix}x=x_{r}+kl_{r}\\y=y_{r}+km_{r}\end{matrix}}\right.}
{\displaystyle s:\left\{{\begin{matrix}x=x_{s}+kl_{s}\\y=y_{s}+km_{s}\end{matrix}}\right.}
Queste due rette sono:
- parallele {\displaystyle \iff } {\displaystyle (l_{r},m_{r})=a\cdot (l_{s},m_{s})} con {\displaystyle a\in \mathbb {R} } fattore di proporzionalità;
- perpendicolari {\displaystyle \iff } {\displaystyle (l_{r},m_{r})\cdot (l_{s},m_{s})=0} (prodotto scalare nullo).